# Рохас, Роджер
Роджер Фабрисио Рохас Ласо (исп. Roger Fabricio Rojas Lazo; родился 9 июня 1990 года в Тегусигальпе, Гондурас) — гондурасский футболист, нападающий клуба «Картахинес» и сборной Гондураса.

## Клубная карьера
В 2008 году Рохас начал свою карьеру в клубе «Олимпия». Он сразу завоевал место в основе и стал одним из лидеров нападения команды. Роджер помог «Олимпии» шесть раз выиграть чемпионат Гондураса. В апреле 2013 года в возрасте 22 лет он достиг отметки в 50 голов за клуб, став самым молодым футболистом Гондураса добившимся такого результата. В том же году Рохас стал лучшим бомбардиром первенства. В 2014 году Роджер на правах аренды выступал за саудовский «Аль-Иттифак».
В начале 2015 года Рохас на правах аренды перешёл в мексиканский клуб «Некакса». 25 января в матче против «Сакапетека» он дебютировал в Лиге Ассенсо. В этом же поединке Роджер забил свой первый гол за «Некаксу». После окончания аренды он вернулся в «Олимпию».
Летом 2016 года Роджер перешёл на правах аренды в «Симарронес де Сонора». 16 июля в матче против «Селаи» он дебютировал за новую команду. 27 августа в поединке против «Лобос БУАП» Рохас забил свой первый гол за «Сонору». В начале 2017 года Рохас вернулся в «Олимпию».
В начале 2018 года Роджер перешёл в коста-риканский «Алахуэленсе». 11 января в матче против «Лимона» он дебютировал в чемпионате Коста-Рики. В этом же поединке Рохас забил свой первый гол за «Алахуэленсе».

## Международная карьера
В 2009 году Рохас в составе молодёжной сборной Гондураса выступал на молодёжном чемпионате мира в Египте.
5 сентября 2010 года в товарищеском матче против сборной Сальвадора Роджер дебютировал за сборную Гондураса. В той же встрече он забил свой первый гол за национальную команду, став самым молодым футболистом Гондураса, забившим дебютного мяча в матчах за сборную.
В 2013 году Рохас принял участие в розыгрыше Золотого кубка КОНКАКАФ. Он сыграл в матчах против сборных Сальвадора, Коста-Рики и США, Гаити и Тринидада и Тобаго.
В 2019 году Рохас был включён в состав сборной Гондураса на Золотой кубок КОНКАКАФ.

### Голы за сборную Гондураса
| #   | Дата            | Место                                                 | Противник | Результат | Соревнование                            |
| --- | --------------- | ----------------------------------------------------- | --------- | --------- | --------------------------------------- |
| 01. | 5 сентября 2010 | Мемориальный колизей Лос-Анджелеса, Лос-Анджелес, США | Сальвадор | 2:2       | Товарищеский матч                       |
| 02. | 12 октября 2010 | Мемориальный колизей Лос-Анджелеса, Лос-Анджелес, США | Гватемала | 2:0       | Товарищеский матч                       |
| 03. | 11 июня 2013    | Тибурсио Кариас Андино, Тегусигальпа, Гондурас        | Ямайка    | 2:0       | Чемпионат мира 2014 (отборочный турнир) |

## Достижения
Командные
 «Олимпия»
- Чемпион Гондураса (9): кл. 2008, кл. 2009, кл. 2010, ап. 2011, кл. 2012, ап. 2012, кл. 2013, кл. 2014, кл. 2016
- Победитель Лиги КОНКАКАФ: 2017

Индивидуальные
- Лучший бомбардир Чемпионата Гондураса: ап. 2012 (9 мячей)
- Лучший бомбардир Чемпионата Коста-Рики: кл. 2018 (17 мячей)
- Лучший бомбардир Лиги КОНКАКАФ: 2017 (5 мячей)[14]
- Член символической сборной Лиги КОНКАКАФ: 2017[15]